# Flatina circellaris
Flatina circellaris är en insektsart som beskrevs av Melichar 1901. Flatina circellaris ingår i släktet Flatina och familjen Flatidae.
Artens utbredningsområde är Kamerun. Inga underarter finns listade i Catalogue of Life.